# Гаеска (Рідала)
Га́еска (ест. Haeska küla) — село в Естонії, у волості Рідала повіту Ляенемаа.

## Населення
Чисельність населення на 31 грудня 2011 року становила 81 особу.

## Географія
Село розташоване на північ від затоки Матсалу (Matsalu laht).
Через населений пункт проходить автошлях 16110 (Гаеска).

## Історія
Перші згадки про село датуються 1278 роком.